# ソリ・デオ・グロリア

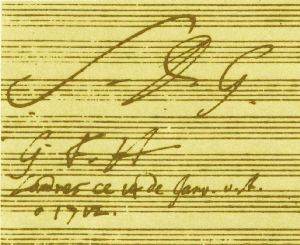

ソリ・デオ・グロリア（ただ神にのみ栄光、ラテン語: Soli Deo gloria）とは、プロテスタント宗教改革で、基本的な信仰をあらわすために提示された五つのソラ（five solas）の一つである。それは「神にのみ栄光」というラテン語の語である。
この強調は、当時のカトリック教会の教えと対照的だったと言われる。
ヨハン・ゼバスティアン・バッハはほとんどの作曲の自筆譜の最後に「SDG」とサインした。
十字架のヨハネは類似のフレーズ「Soli Deo honor et gloria」を使った。